# Hermann Traube
Hermann Traube (Racibórz, 24 settembre 1860 – Berlino, 29 gennaio 1913) è stato un mineralogista tedesco.

## Biografia
Era il figlio del farmacista Moritz Traube (1826-1894), ha studiato presso le università di Lipsia, Heidelberg, Breslavia e Greifswald, conseguendo il dottorato nel 1884. A Breslavia i suoi insegnanti erano Ferdinando Cohn (1828-1898) e Theodor Poleck (1821-1906).
Nel 1905 è diventato professore presso l'Università di Berlino, e poi professore a Greifswald.
Fu autore di un libro sui minerali chiamato Die Minerale Schlesiens (1888).

## Opere principali
- Beiträge zur Kenntniss der Gabbros, Amphibolite und Serpentine des niederschlesischen Gebirges, 1884
- Über den Ursprung des Materials der in Europa vorkommenden verarbeiteten Nephritobjecte, 1884.
- Beiträge zur Kenntniss des Nephelins und des Davyns, 1894
- Über das optische Drehungsvermögen von Körpern im krystallisirten und im flüssigen Zustande, 1895